# Зиндан

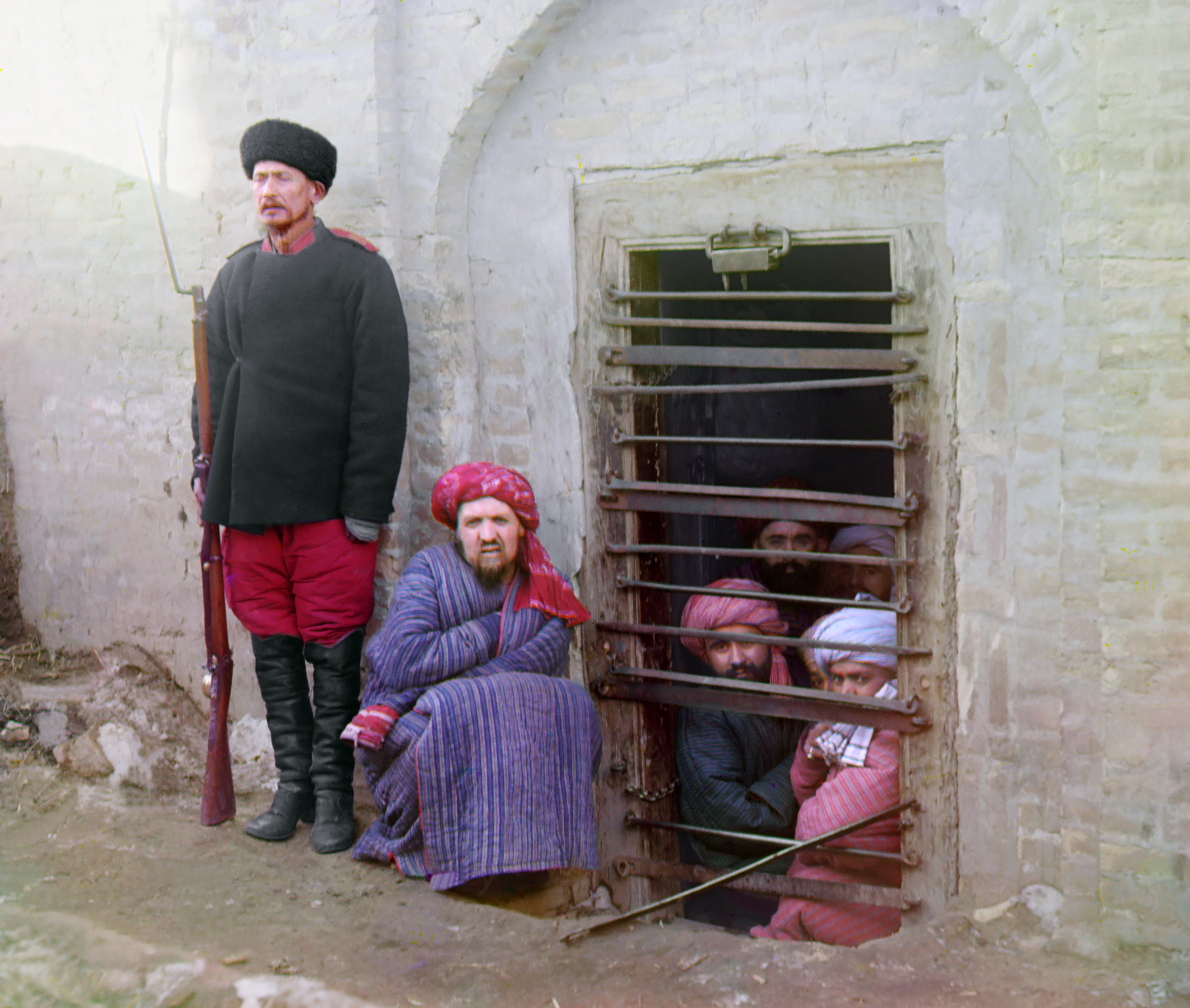
Зиндан, рядом со входом часовой линейного батальона в ватнике и шароварах. Бухара, 1915 год

Зинда́н (от перс. زندان‎, zindân) — традиционная подземная тюрьма-темница, существовавшая в Средней Азии, Афганистане, Пакистане, Иране, Азербайджане и частично на Северном Кавказе.
В Иране, Афганистане и Пакистане до сих пор используется термин зиндан по отношению к действующим тюрьмам. В странах Средней Азии, Азербайджане и на Северном Кавказе термин зиндан полностью вышел из употребления в советское время в период правления Никиты Хрущёва и ныне часто используется лишь в качестве «литературного» и «старого» названия тюрьмы и в качестве жаргонного слова, означающего тюрьму.

## История
Слово образовано от слов зина — «преступление, нарушение» и дан — «помещение, вместилище».
Заключение пленных или осуждённых за тяжкие преступления в глубокой яме применялось в Средние века во многих странах мусульманского Востока.

## Современное значение
В современном значении, используемом в журналистике, зиндан — земляная тюрьма, яма, подвал для содержания заложников в Чечне. В чеченском и других языках народов Кавказа нет слова зиндан в значении «тюрьма, яма, подвал». Но медийный образ «чеченский зиндан» возник и укоренился в период второй чеченской кампании.
Во время Первой чеченской войны зинданами или «вьетнамскими ямами» российские военные называли земляные ямы, в которых они содержали задержанных чеченцев. С началом вторжения России на Украину, такие ямы снова начали использовать в качестве наказания для провинившихся военнослужащих.
Ныне зинданом называется яма с нечистотами при тюрьмах, которая используется вместо карцера.